# کاغذ تورنسل

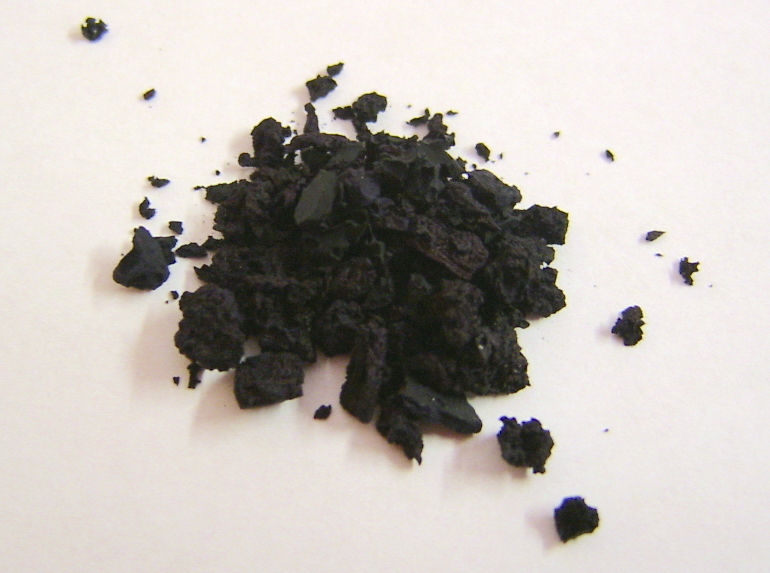
پودر لیتموس

کاغذ تورنسل (از فرانسوی le papier de tournesol) یا کاغذ لیتموس (به انگلیسی: Litmus) مادهٔ قرمزرنگی است که از گلسنگ به دست می‌آید و در آزمایش‌ها و کاوش‌های شیمیایی کاربرد دارد: در محیط بازی آبی می‌شود و در محیط اسیدی سرخ می‌شود.
کاغذ تورنِسُل یکی از شناساگرهای پیرامون می‌باشد و برای شناسایی اسیدها و بازها بکار می‌رود.
کاغذ لیتموس به دو رنگ در دسترس است: لیتموس آبی و لیتموس قرمز، از لیتموس آبی برای محیط بازی و از لیتموس قرمز برای محیط اسیدی استفاده می‌شود.
کاغذ آبی تورنسل در محیط اسیدی قرمز می‌شود و کاغذ قرمز تورنسل در محیط بازی آبی می‌شود. محلول تورنسل نیز در pH کمتر از ۴٫۵ قرمز و در pH بالای ۸٫۳ آبی و در محدوده دو pH که محدوده خنثی برای این شناساگر است بنفش می‌باشد.